# World of Goo
World of Goo — це відеогра-пазл з акцентом на фізику від незалежного розробника 2D Boy. Гра вийшла на наступних платформах: Wii, Windows, Mac OS X, Android і Linux (x86, x86-64).

## Ігровий процес

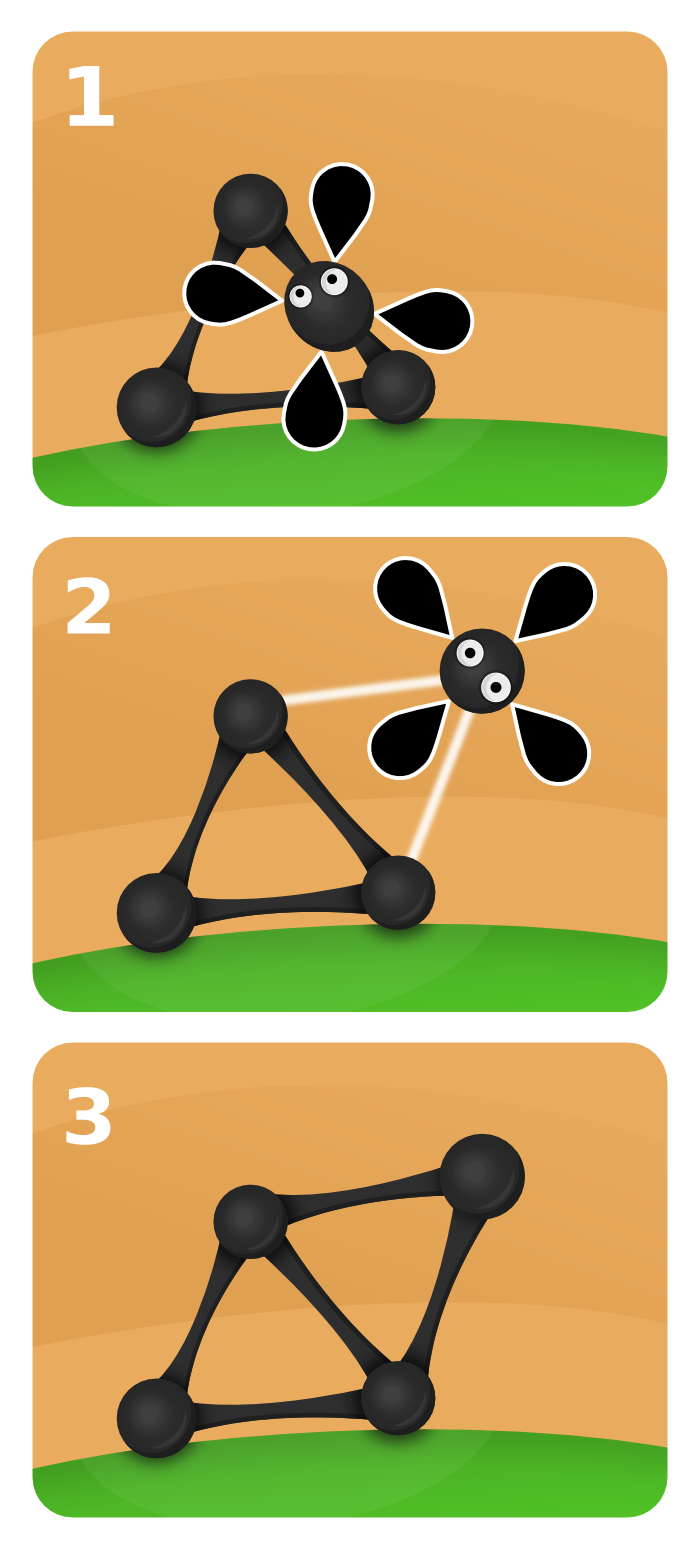
Схема побудови конструкцій з кульок Гуу

Гравець повинен створювати різні конструкції за допомогою істот-кульок Гуу (англ. Goo — липучка), щоб привести необхідну кількість кульок Гуу до труби, яка є виходом. Щоб здійснити це, гравець будує з кульок Гуу мости, вежі та інші споруди на подолання гравітації в різних місцях, таких як підземелля, пагорби, прірви або скелі. Будівництво засноване на фізиці об'єктів (як правило рідин) і вимагає врахування ваги, швидкості, сили тяжіння. Всі кульки, які гравець зібрав понад необхідну кількість на поточному рівні, можуть бути використані в бонусному рівні World of Goo Corporation.
Існують кілька типів кульок Гуу, кожен з яких володіє унікальними властивостями. Гравець повинен комбінувати їх для завершення кожного рівня.
Гра складається з 4 розділів і епілогу, кожна з яких містить кілька рівнів. Кожен рівень має власні графічні і музичні теми, які надають йому неповторної атмосфери. Гра складається з 47 рівнів. Існує також бонусний 48-й рівень під назвою World of Goo Corporation. Його суть полягає в тому, щоб будувати високі вежі за допомогою зайвих кульок Гуу, які гравець зібрав у ході проходження гри. Гравці з усього світу можуть змагатися в висоті веж завдяки тому, що висота вежі завантажується на спеціальний сервер. Однак, на сервер завантажуються лише дані про висоту вежі, кількість використаних кульок, ім'я гравця і його країну. Вигляд самої вежі не зберігається. Башта кожного гравця представлена у вигляді одної хмарки.
WiiWare-версія включає багатокористувацький режим до чотирьох осіб на одній приставці.

### Види кульок
- Сірі кульки — звичайні кульки темно-сірого кольору, доступні з першого рівня гри. Одна кулька утворює два зв'язки. На відміну від інших рівнів, в бонусному рівні World of Goo Corporation ці кульки вміють від'єднуватися одна від одної.
- Білі кульки — за властивостями аналогічні сірим кулькам, але утворюють до 4 зв'язків і не горять. Мають очі, але, попри це, є сліпими. За сюжетом, їх сліпота обумовлена тим, що вони перебували в печерах, куди тисячі років не потрапляло сонячне світло, і різка поява світла попросту згубило їх відвиклі від освітлення очі. З'являються в першій главі.
- Чорні кульки — кульки, які не можна схопити. З'являються в першій главі. Є різновид чорних кульок, які мають одне око, але за властивостями вони нічим не відрізняються від безоких.
- Зелені кульки — кульки, що утворюють до трьох зв'язків і володіють унікальною особливістю від'єднуватися, навіть бувши прикріпленими. З'являються в першій главі.
- Повітряні кулі — рожеві гумові кулі, що прикріпляються до кульок Гуу за допомогою нитки. Достатня кількість повітряних куль може підняти вгору об'єкт. Можуть нескінченно багато разів від'єднуватися і прикріплюватися знову. Неприкріплена повітряна куля не літає і за поведінкою не відрізняється від решти видів кульок Гуу, але не засмоктується в трубу. З'являються в першій главі.
- Очі — великі кулі Гуу, що мають властивості повітряних куль, а також особливість значно покращувати гостроту зору кулькам Гуу, до яких вони прикріплюються. Знаходяться на останньому рівні першої глави.
- Водні крапельки — прозорі кульки досить компактних розмірів. Один кулька утворює тільки одну зв'язок. З'являються у другій главі.
- Лице — являють собою кульки велетенських розмірів, які не можна схопити. Зовні відрізняється від інших видів кульок наявністю губ, вій, а також рідкого волосся по окружності. Такі кулі легко подрібнюються в механічних подрібнювачах і розпадаються на кульки звичайного розміру. З'являються у другій главі.
- Частини лиця — утворюються при подрібненні лиць в механічних подрібнювачах. Червоні труби приймають тільки такі види кульок. Як і чорні кульки без очей, частини обличчя не можна схопити. Бувають двох видів, які мають однакові властивості і відрізняються тільки зовні: очі і кульки з губами. З'являються у другій главі.
- Червоні кульки — кульки, особливістю яких є здатність загорятися під впливом вогню. Швидкість горіння кульок досить повільна і відбувається за принципом доміно. Ці кульки не є ідеально круглими. З'являються в третій главі.
- Жовті кульки — намертво прикріплюються до будь-якої поверхні при приєднанні до конструкції. Відлипають при від'єднанні. Мають по окружності пружні «шипи любові», які і дозволяють їм приєднуватися до чого завгодно. Ці кульки можна від'єднати. За сюжетом, вони є найбільш рідкісним видом кульок, спілкування з якими уникають всі інші види кульок Гуу через нав'язливість жовтих кульок, зумовлені їх постійною самотністю. З'являються в третій главі.
- Черепи — квадратні білі черепи, розмірами трохи більші від звичайних кульок Гуу. Єдині з усіх видів кульок, не гинуть від дотику до поверхонь, які є смертельними для інших видів. Ця особливість може використовуватися як досить надійний захист від небезпечних поверхонь. За сюжетом черепи є загиблими кульками Гуу. З'являються в третій главі.
- Міни-липучки — великі чорні вибухонебезпечні липучки. Прикріплюються до будь-яких поверхонь і при підпалюванні вибухають, руйнуючи тим самим поверхні, до якої вони прикріплені. Для підпалювання куль-мін необхідні червоні кульки Гуу. З'являються в третій главі.
- Зелені віртуальні кульки — кульки з одним оком. Якщо вони знаходяться на конструкції, то мають можливість вистрілюватися в зазначеному напрямку по балістичній траєкторії. Силу пострілу можна регулювати. При попаданні в заражену рідину стають червоними віртуальними кульками. З'являються в четвертій главі.
- Червоні віртуальні кульки — за властивостями являють собою майже повний аналог водних крапель, але на відміну від них, червоні мають можливість пострілу і прикріплюються до конструкції, повз яку пролітають. Мають два ока. З'являються в четвертій главі.
- Віртуальні зелені квадратики — за своїми властивостями є аналогами звичайних сірих кульок. З'являються в четвертій главі.
- Камені — можуть ставитися один на одного, утворюючи конструкції. Бувають двох видів, відмінності яких полягають лише у формі: квадратні і прямокутні. Мають по одному квадратному оку. З'являються в четвертій главі.
- Програмні вікна — за властивостями являють собою повні копії каменів. Відмінність тільки в зовнішньому вигляді. З'являються в четвертій главі.
- Риба — фактично дуже легка жива повітряна куля. Зовні риби схожі на жовті кульки Гуу, але мають крила, а також нитку, за допомогою якої прикріплюються до поверхні. Присутні на останньому рівні в епілозі.

## Відгуки
| Агрегатор    | Оцінка                    |
| ------------ | ------------------------- |
| GameRankings | (Wii) 94.04% (PC) 92.27 % |
| Metacritic   | (Wii) 95/100 (PC) 90/100  |

| Видання                    | Оцінка                |
| -------------------------- | --------------------- |
| 1Up.com                    | (Wii) A               |
| Eurogamer                  | (Wii) 10/10 (PC) 9/10 |
| GameSpot                   | (Wii) 9/10            |
| IGN                        | (Wii) 9.5/10          |
| Nintendo World Report      | (Wii) 10/10           |
| Official Nintendo Magazine | (Wii) 95/100          |

| Видання     | Оцінка |
| ----------- | ------ |
| Домашний ПК | 5/5    |

Гра отримала схвальні відгуки та багато нагород. Головним чином за іноваційний геймплей. Також відзначено гарний візуальний ряд та музику.
Від українського журналу Домашний ПК гра отримала оцінку 5/5 і відзнаку «Вибір редакції».